# FC Kandern
Der FC Kandern ist ein Fußballverein aus Kandern im Landkreis Lörrach in Baden-Württemberg. Er gehört dem südbadischen Bezirk Hochrhein an. Der Verein spielte mehrere Spielzeiten in der 1. Amateurliga Südbaden.

## Geschichte
Bis 1945 spielte der FC Kandern in den unteren Spielklassen am Oberrhein. Nach dem Zweiten Weltkrieg erfolgte der Wiedergründung als Sportvereinigung Kandern. Im Jahr 1950 wurde der Verein in FC Kandern rückbenannt.
Als Meister der A-Klasse Oberrhein stieg der FC Kandern 1958 in die 2. Amateurliga Südbaden Staffel II auf. Scheiterte man in der ersten Spielzeit noch in der Aufstiegsrunde, gelang in der Spielzeit 1959/60 der Aufstieg in die 1. Amateurliga Südbaden. Am Ende der zweiten Spielzeit in der 1. Amateurliga stieg der Verein 1962 wieder ab, 1963 folgte der Wiederaufstieg, dem sich 1964 der erneute Abstieg aus der 1. Amateurliga anschloss. Von 1965 bis 1969 sowie nach einer erneuten A-Klassen-Meisterschaft 1970/1971 spielte der Verein in der 2. Amateurliga. Seither findet man in nur noch in den Spielklassen auf Bezirksebene, zuletzt in der Kreisliga B.

## Statistik
Die Bilanz des FC Kandern in der 1. Amateurliga Südbaden:
| Spielzeit | Spielklasse             | Platz | Spiele | Siege | Unentschieden | Niederlagen | Tore   | Punkte |
| --------- | ----------------------- | ----- | ------ | ----- | ------------- | ----------- | ------ | ------ |
|           |                         |       |        |       |               |             |        |        |
| 1960/61   | 1. Amateurliga Südbaden | 14.   | 30     | 8     | 8             | 14          | 48:67  | 24:36  |
| 1961/62   | 1. Amateurliga Südbaden | 15.   | 30     | 7     | 6             | 17          | 38:65  | 20:40  |
|           |                         |       |        |       |               |             |        |        |
| 1963/64   | 1. Amateurliga Südbaden | 16.   | 30     | 4     | 5             | 21          | 50:103 | 13:47  |